# Push It (Rick Ross)
"Push It" is de tweede single van de rapper Rick Ross. Het nummer staat op het debuutalbum Port of Miami. De single is geproduceerd door J.R. Rotem. Er zijn vier officiële remixes gemaakt van dit nummer is gemaakt. In de eerste remix zingen Bun B, Jadakiss, Styles P en The Game. Daarnaast is er een remix gemaakt door Trina en Plies. De derde is gezongen door Sean Kingston en de vierde door Trey Songz. Het nummer is gebruikt in de 37ste aflevering van de serie Criminal Minds.

## Hitnotering
| Chart (2006)                       | Positie |
| ---------------------------------- | ------- |
| U.S. Billboard Top 100 R&B/Hip-Hop | 15      |
| U.S. Billboard Top 100 Rap         | 9       |
| U.S. Billboard Top 100 Pop         | 95      |